# Stadtkirche Hagenow

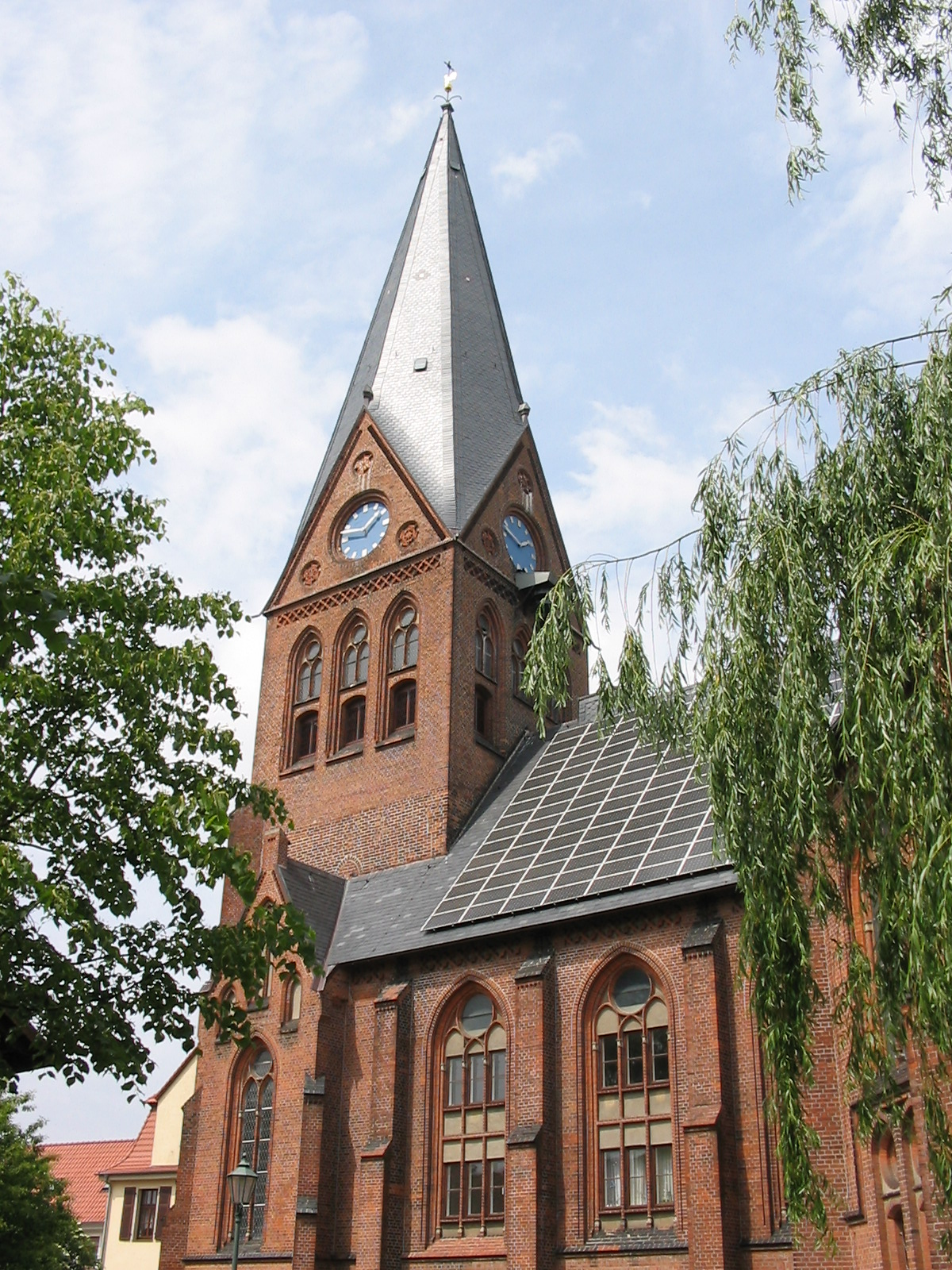
Stadtkirche Hagenow

Die Stadtkirche Hagenow ist die örtliche Kirche der Evangelisch-lutherischen Kirchengemeinde Hagenow. Die Kirchengemeinde gehört zur Propstei Parchim im Kirchenkreis Mecklenburg der Evangelisch-Lutherischen Kirche in Norddeutschland (Nordkirche). 
Die derzeitige Kirche entstand 1875–1879 im Zentrum der Altstadt auf den Fundamenten eines Vorgängerbaus. Zwischen 1974 und 1977 wurde sie mit Finanzen aus einem der Kirchenbauprogramme in der DDR stark umgestaltet, die Kosten betrugen 480.000 D-Mark. Sie ist eine Kreuzkirche (Architektur) nach den Baunormen des Eisenacher Regulativs.

## Geschichte

### Vorgängerbau
Der Vorgängerbau war eine einschiffige Saalkirche mit einem Rechteckchor und einem Kirchturm.
Die Kirche war ursprünglich ein romanischer Bau im Rundbogenstil aus dem Ende des 12. Jahrhunderts, wurde aber in der ersten Hälfte des 15. Jahrhunderts im gotischen Stil umgebaut und erhöht. Die Vergrößerung stand möglicherweise im Zusammenhang damit, dass Hagenow um das Jahr 1400 eine Stadt geworden wurde. In diesem Zuge wurden die Fenster vergrößert und umgestaltet und die Kirche erhöht. Im Inneren blieben an den Langseiten die Reste der halbkreisförmigen Pilaster und Dienste mit einem Durchmesser von etwas 0,30 m erhalten, die oben und unten abgeschlagen wurden und ursprüngliche die Kapitelle und Gewölbe trugen. Vermutlich wurden sie im 15. Jahrhundert oben verkürzt, als das Schiff erhöht wurde, und unten im 16. Jahrhundert abgeschlagen, als in Folge der Einführung der Reformation ein Kirchengestühl eingebaut wurde. Wahrscheinlich war das Schiff nicht auf einem Granitsockel errichtet, hatte in romanischer Zeit aber Lisenen, worauf an den Ecken einige Mauervorsprünge hinwiesen. Die Strebepfeiler stammten aus späterer Zeit.
Der Innenraum der Kirche war mit einer Holzbalkendecke abgeschlossen. Große, spätgotische Spitzbogenfenster belichteten den Innenraum.
Der Chor mit geradem Ostschluss ersetzte noch in romanischer Zeit (wohl um 1225) eine halbrunde Apsis und wies Kennzeichen des Übergangsstils auf. Drei schmale Fenster mit stumpfen Spitzbogen und schräger Laibung versorgten den Chor mit Licht. Die aufgemauerten Wände waren mit glasierten Ziegeln verziert, aber mit Kalk übertüncht. Pilaster und Bogen schmückten den Giebel.
Der Kirchturm war mehrfach umgebaut worden. Das spitzbogige Portal zwischen Turm und Kirche wies im Wechsel drei Wulste und drei Hohlkehlen auf, ähnlich wie beim Kirchturm von Grabow.

### Altäre
Die Hagenower Stadtkirche hat bislang mehrere Altäre in Nutzung gehabt. Der älteste Altar stammt aus der 1. Hälfte des 15. Jahrhunderts. Dieser Altar hat im Mittelstück Christus und Maria als große Figuren. Oben rechts von den beiden ist Paulus mit den offenen Buch in der linken Hand. Darunter ist der Heilige Antonius mit einem offenen Buch und einem Schweine neben sich zu finden. Oben rechts befindet der Heilige Dionysius von Paris. Darunter der Apostel Jacobus mit Pilgerstab und Muschel. In den beiden Seitenflügel sind die 12 Apostel zu finden. Die Rückseiten der Flügel sind mit Gemälde bemalt, die nicht mehr erhalten sind und in neuerer Zeit übermalt wurden. Dieser Altar stand in der alten Kirche im Chorraum. In der neugotischen Kirche wanderte er in den Turmraum, genauer in den Aufgang zur Orgelempore. Der Altar musste auf Befehl des Oberkirchenrates aus Schwerin an die Evangelisch-Lutherische Kirchengemeinde Wittenburg abgegeben werden. Er wurde saniert und steht seit 1953 in der Wittenburger Bartholomäuskirche. Der Heilige Dinonysius ist der Schutzheilige der Stadt Hagenow und somit auch der Schutzheilige der Stadtkirche. Die Hagenower haben ihm deshalb einen gewichtigen Platz neben Christus in dem Altar gegeben.

## Orgel

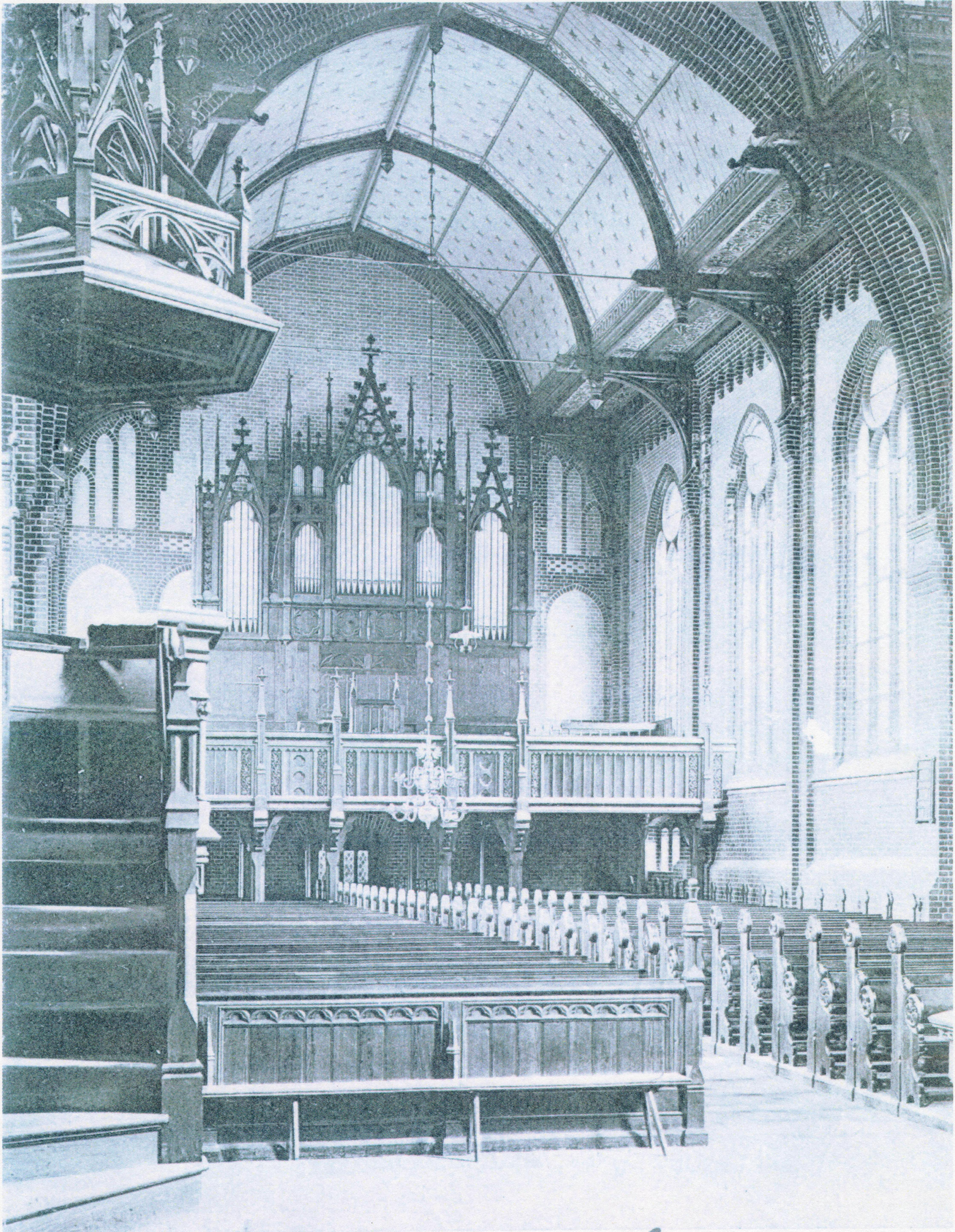
Runge-Orgel von 1879

Ob die Hagenower Stadtkirche schon vor dem Dreißigjährigen Krieg eine Orgel besessen hat, ist nicht nachzuweisen. Der erste Beleg eines Instrumentes stammt von 1653. Im Juni jenes Jahres stellte Johann Gade eine Orgel mit I/P/17 fertig. Sie hatte zudem Spielregister wie Zimbelstern und Vogelgeschrei.
Zwischen 1719 und 1735 baute Reiner Caspary aus Hamburg-Altona eine neue Orgel. Kurze Zeit später war diese reparaturbedürftig. Der Orgelbauer Paul Schmidt erstellte 1772 und 1780 Reparaturgutachten.
Erst 1807 erfolgte ein Vertragsabschluss mit Friedrich Friese I. Die neue dritte Orgel der Kirche erhielt eine Disposition von I/P/18 Registern. 1875 erfolgte der Abriss der alten Stadtkirche. Die Orgel wurde auf Abbruch verkauft. In der Notkirche begnügte man sich mit einem Harmonium.

Sperschneider-Orgel von 1980

In der neugotischen Kirche von 1879 baute Johann Heinrich Runge eine seiner größten Orgeln. Sie hatte II/P/20 Register. Die Orgel wurde 1891 durch Friedrich Hermann Lütkemüller repariert. Nach dem Zweiten Weltkrieg wurde ein Register verändert. 1974 erfolgte der Abbau der Orgel. Sie wurde in einem Schuppen zwischengelagert.
Der Auftrag zur Wiederaufstellung ging an Günther Bahr (Weimar). Dieser übergab ihn an Norbert Sperschneider. 1980 wurden die Orgel aufgestellt. Sperschneider benutzte die Klaviaturen, die Windladen, die Bälge und 12 der 20 Register von Runge wieder. Fünf Register wurden eingeschmolzen, über den Verbleib der drei Zungenstimmen ist nichts bekannt. Die Orgel wurde vom Orgelsachverständigen der Mecklenburgischen Landeskirche nie abgenommen.
1994 wurde die Orgel abgebaut. Die 12 Register von Runge sind seither im Kirchturm eingelagert. Die Windladen wurden als Chorpodeste benutzt. In den 2000er Jahren wurden diese entsorgt und durch ein neues Podest ersetzt.
Am 5. Oktober 1994 wurde die jetzige Orgel vom Mecklenburger Orgelbau (Wolfgang Nußbücker) eingeweiht. Sie hat 25 Register auf zwei Manualen und Pedal und 1538 Holz- und Metallpfeifen.

## Glocken
Am 2. Februar 2020 wurden die fünf neuen Glocken geweiht.

## Gemeindeleben
Die Evangelisch-Lutherische Kirchengemeinde Hagenow bildet einen Pfarrsprengel zusammen mit der Evangelisch-Lutherischen Kirchengemeinde Kirch Jesar. Zusammen haben sie ca. 1.900 Mitglieder und sind somit nach der Evangelisch-Lutherische Kirchengemeinde Ludwigslust die zweitgrößte Kirchengemeinde der Propstei Parchim. Die Kirchengemeinde hat derzeit zwei Pfarrstellen, eine Kirchenmusikerstelle, eine Stelle für Gemeindepädagogik und eine Stelle für die Friedhofsverwaltung. Die Kirchengemeinde hat eine Projektstelle Integration. Die Kirchengemeinde unterhält einen 5,5ha großen Friedhof mit 6.000 Grabstellen. Dort sind weitere vier Mitarbeiter beschäftigt.
In den Räumlichkeiten der Kirchengemeinde treffen sich eine Vielzahl an Gruppen und Kreisen. Höhepunkte im Kirchenjahr sind neben den festlichen Gottesdiensten, der Weltgebetstag im März, die Kinderfreizeit im Sommer, der „Apfeltag“ im Herbst, das Adventskonzert im Dezember, sowie eine Konzertreihe mit namhaften Künstlern. Derzeit sind ca. 120 Menschen ehrenamtlich aktiv in der Kirchengemeinde. Wichtig ist die ökumenische Zusammenarbeit mit der katholischen Pfarrgemeinde St. Elisabeth Hagenow. Auch mit der neuapostolischen Gemeinde bestand, bis zu deren Auflösung, eine gute Verbindung.